# Lizabeth Scott
Lizabeth Scott, właśc. Emma Matzo (ur. 29 września 1922 w Scranton, zm. 31 stycznia 2015 w Los Angeles) – amerykańska aktorka filmowa, modelka i piosenkarka. Była gwiazdą filmów noir z lat 40. i 50. XX wieku.

## Kariera
Scott debiutowała na ekranie w 1945 rolą w filmie Johna Farrowa pt. You Came Along. Na uwagę zasługuje jej druga aktorska kreacja w filmie Dziwna miłość Marty Ivers (1946; reż. Lewis Milestone); gdzie partnerował jej debiutujący Kirk Douglas. Kolejne znane filmy z udziałem Lizabeth to: Śmiertelne porachunki (1947), w którym grała z Humphreyem Bogartem i Mroczne miasto (1950), gdzie partnerował jej Charlton Heston. Następne filmy z udziałem aktorki nie zdobyły już większego rozgłosu. Od końca lat 50. powoli wycofywała się z zawodu. W 1957 zagrała w filmie muzycznym z Elvisem Presleyem. W latach 60. pojawiła się gościnnie w kilku serialach telewizyjnych; a w 1972 wystąpiła na ekranie po raz ostatni w filmie Pulp z Michaelem Caine’em w roli głównej.
Aktorka nigdy nie wyszła za mąż.

## Wyróżnienia
Została uhonorowana gwiazdą w Alei Gwiazd w Hollywood.

## Wybrana filmografia
- Dziwna miłość Marty Ivers (1946) jako Antonia "Toni" Marachek
- Śmiertelne porachunki (1947) jako Coral "Dusty" Chandler
- Mroczne miasto (1950) jako Fran Garland
- Czerwona Góra (1951) jako Chris
- Co się zdarzyło w Silver Lode (1954) jako Rose Evans
- Kochając Ciebie (1957) jako Glenda Markle
- Pulp (1972) jako księżniczka Betty Cippola